# موسی العظم
موسی العظم (انگلیسی: Moussa El-Ezam؛ زاده نامشخص – درگذشته ۱۹۶۰) بازیکن فوتبال اهل مصر بود.
وی همچنین در تیم ملی فوتبال مصر بازی کرده‌است.